# Alien Front Online
Alien Front Online est un jeu vidéo d'action sorti en 2001 sur Dreamcast.